# Pietro Lombardo
Pietro Lombardo (1435, Carona, Llombardia - 1515, Venècia) fou un escultor i arquitecte italià del Renaixement.

## Biografia

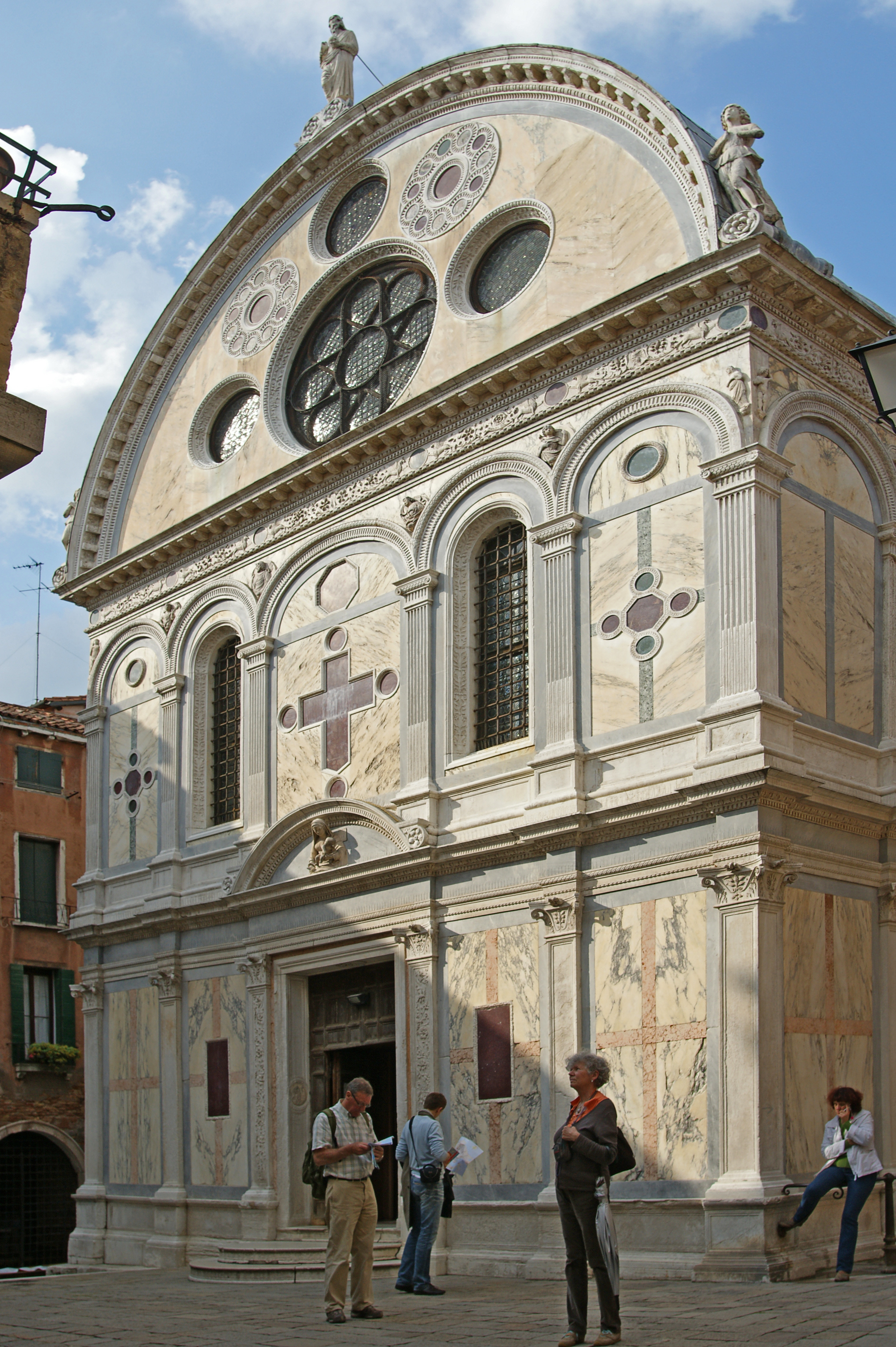
Església de Santa Maria dei Miracoli, 1481-1491, obra de Pietro Lombardo.

Nasqué a la vila actualment suïssa de Carona (Ticino). Les primeres notícies que arriben de la seva activitat daten del període comprès entre juliol de 1462 i maig de 1463, quan llogà a Bolonya un taller al costat de l'església de Sant Petroni, on probablement treballà al reixat de la capella Rossi. El 1464 s'establí amb la seva família a Pàdua. Allà el seu treball més important fou la tomba d'Antonio Roselli (1464-1467). La seva obra suposa la introducció de l'escultura renaixentista al Vèneto, derivada a partir de l'estil que Desiderio da Settignano marcà als seus treballs florentins.
A finals del segle xv, Pietro Lombardo esculpí moltes tomes a Venècia amb l'ajuda dels seus fills. Entre ells hi ha la del poeta Dante Alighieri i les dels ducs Pasquale Malipiero i Pietro Mocenigo. Fou l'arquitecte i escultor cap de l'església de Santa Maria dei Miracoli, també a Venècia (1481-1489).
Se'l menciona a la línia 27 del Cant XLV d'Ezra Pound com el primer d'una llista d'artistes italians del Renaixement admirats per l'escriptor. Cal no confondre'l amb l'homònim teòleg Pere Llombard (segle xi).